# Liste der Ehrenbürger von Meiningen

Wappen von Meiningen

Das Ehrenbürgerrecht ist die höchste Auszeichnung, die die Stadt Meiningen vergibt. Der Bürgermeister der Stadt verleiht es auf Beschluss des Stadtrates an Persönlichkeiten, die sich in besonderer Weise um die Stadt oder auf anderen Ebenen verdient gemacht haben.
Seit 1836 wurden folgende 21 Personen zu Ehrenbürgern Meiningens ernannt.
Die Auflistung erfolgt in chronologischer Reihenfolge der Verleihung.

## Die Ehrenbürger der Stadt Meiningen

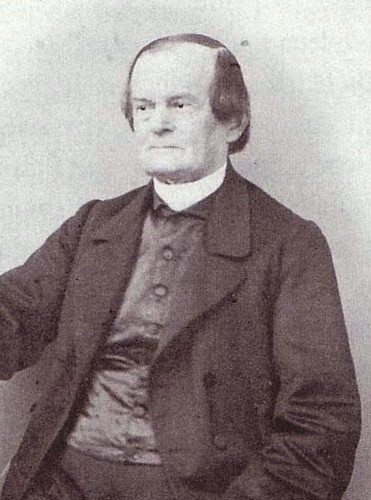
Constantin Ackermann

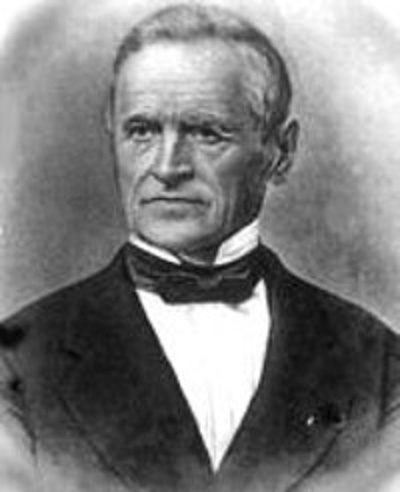
Moritz Seebeck

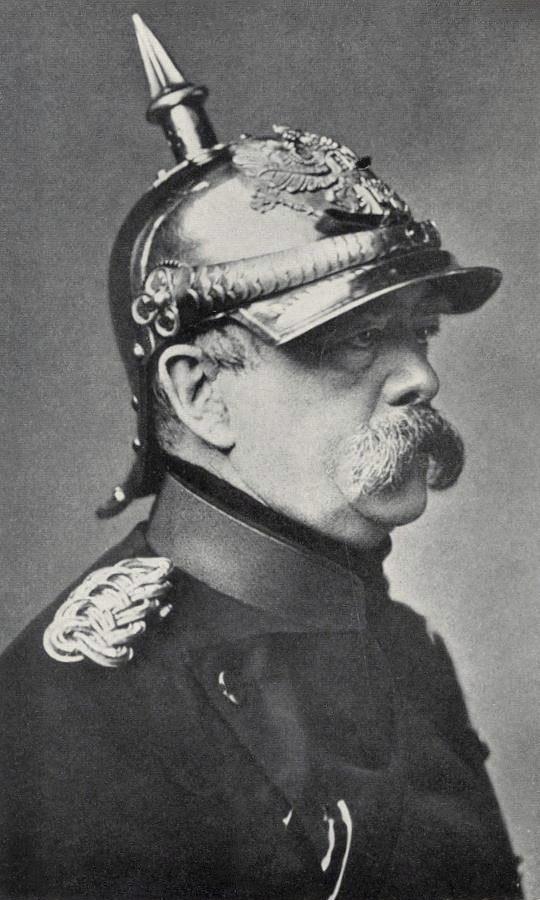
Otto von Bismarck

Dr. Adolf Braun

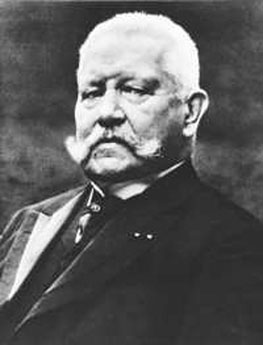
Paul von Hindenburg

1. Bodo von Mauderode (1791–1882)
Offizier und Kommandant der Residenz
Verleihung: 1836
2. Albert von Vahlkampf (1799–1858)
Chefpräsident der Landesregierung, Ministerpräsident von Sachsen-Meiningen
Verleihung: 1838
3. Moritz Seebeck (1805–1884)
Konsistorialrat und Erzieher von Erbprinz und späteren Herzog Georg II., Straßenbenennung
Verleihung: 1842
4. Constantin Ackermann (1799–1877)
Theologe, Oberhofprediger und Generalsuperintendent, Herausgeber eines Gesang- und Gebetbuches 1862
Verleihung: 1842
5. Edmund Hermann Fischer (1802–1882)
Dr. phil, Geheimer Hofrat und Gymnasialdirektor
Verleihung: 1879
6. Rudolf von Ziller (1832–1912)
Oberbürgermeister und Staatsminister, Ehrendoktor der Universität Jena, Straßenbenennung
Verleihung: 1882
7. Otto von Bismarck (1815–1898)
Reichskanzler, anlässlich seines 70. Geburtstages, Straßenbenennung
Verleihung: 1885
8. Anton Emmrich (1820–1897)
Dr. phil, Geheimer Hofrat, Geologe, Direktor und Lehrer am Realgymnasium Meiningen, Straßenbenennung
Verleihung: 1896
9. Wilhelm Bießmann (1832–1907)
Geheimer Regierungsrat
Verleihung: 1901
10. Adolf Braun (1847–1914)
Dr., Jurist und Direktor der Deutschen Hypothekenbank. Er ließ mit dem Panoramaweg einen beliebten Wander- und Spazierweg im Osten der Stadt anlegen
Verleihung: 1902
11. Karl Schaubach (1833–1906)
Theologe, Oberhofprediger, durch Engagement „Vater der Armen“ in Meiningen, Straßenbenennung
Verleihung: 1906
12. Eduard Fritze (1849–1926)
Dr., Architekt sowie Brücken- und Wasserbauer, Oberbaurat in der herzoglichen Regierung. Erbaute viele Gebäude in Meiningen, darunter das bekannte Henneberger Haus (1894). Politisch war er als Abgeordneter für Meiningen im Thüringer Landtag von 1921 bis 1924 tätig, Straßenbenennung
Verleihung: 1911
13. Paul von Hindenburg (1847–1934)
Reichspräsident und Generalfeldmarschall, anlässlich seines 70. Geburtstages
Verleihung: 1917
14. Karl Schaller (1846–1922)
Oberbürgermeister und Staatsminister, Straßenbenennung
Verleihung: 1917
15. Georg Eberhard Waldeck (1858–1942)
Kaufmann, Gemeinderatsmitglied, Engagement für die ärmere Bevölkerung während des Ersten Weltkrieges
Verleihung: 1922
16. Adolf Hitler (1889–1945)
Diktator des Deutschen Reiches
Verleihung: 1933, 1946 aberkannt[1]
17. Ottomar Güntzel (1880–1959)
bekannter Meininger Musikdirektor und Chorleiter, machte sich um die Errichtung des Max-Reger-Archivs verdient.
Verleihung: 1956
18. Fritz Diez (1901–1979)
Schauspieler, Regisseur und Theaterintendant. Er leitete unter anderem von 1947 bis 1954 das Meininger Theater und wirkte im Filmepos Befreiung in einer Hauptrolle mit. Dort spielte er wie auch in weiteren Filmen die Figur Adolf Hitler.
Verleihung: 1979
19. Gerhard Höhlein (1928–1985)
Diplom-Agronom, Landrat (Vorsitzender des Rates des Kreises) vom Kreis Meiningen von 1966 bis 1985
Verleihung: 1985
20. Paul Oestreicher (* 29. September 1931 in Meiningen)
Dr., war Domkapitular und Leiter des Versöhnungszentrums der Kathedrale von Coventry in England und ist Träger des Bundesverdienstkreuzes, der Ehrenmedaille der Stadt Coventry und des Verdienstordens des Freistaates Sachsen
Verleihung: 1995
21. Alfred Büchner (1896–1997)
Kaufmann, Verdienste um das denkmalgeschützte Büchnersches Hinterhaus und Vermittler der Meininger Geschichte
Verleihung: 1996